# Dama z gronostajem
Dama z gronostajem (również Portret Cecylii Gallerani, Portret damy z gronostajem, w Polsce obraz znany także pod tytułami Dama z łasiczką, Dama z łasicą) – obraz olejny namalowany przez Leonarda da Vinci około 1489–1490 roku w Mediolanie. Znajduje się w Muzeum Książąt Czartoryskich w Krakowie, od 29 grudnia 2016 roku należy on do Skarbu Państwa.

## Opis obrazu
Na portrecie została uwieczniona Cecylia Gallerani, kochanka księcia Ludwika Sforzy. Ojciec Cecylii był dyplomatą. Cecylia odebrała solidne wykształcenie: pisała wiersze, biegle posługiwała się łaciną, wspierała pisarzy. W 1483 roku został zaaranżowany kontrakt małżeński pomiędzy nią a Giovannim Stefanem Viscontim. Został on unieważniony cztery lata później. Prawdopodobnie w tym samym czasie Ludwik Sforza nawiązał romans z Cecylią.
W przeciwieństwie do innych portretów powstających w tym czasie, Dama z gronostajem jest obrazem dynamicznym. Sylwetkę Cecylii ustawiono ukośnie do płaszczyzny obrazu. Modelka została ukazana w ujęciu trzy czwarte. Jej tułów jest skierowany w lewą stronę. Spogląda w prawo, jakby zwracała na coś lub kogoś uwagę. Ma drobne usta. Na jej twarzy można dostrzec tajemniczy uśmiech. Jej nadgarstek jest lekko zgięty. Historyk sztuki Antonina Vallentin porównując uśmiech Cecylii z uśmiechem Lisy Gherardini na obrazie Mona Lisa stwierdziła, że Cecylia jest młodszą siostrą Lisy, która za wcześnie straciła dzieciństwo.

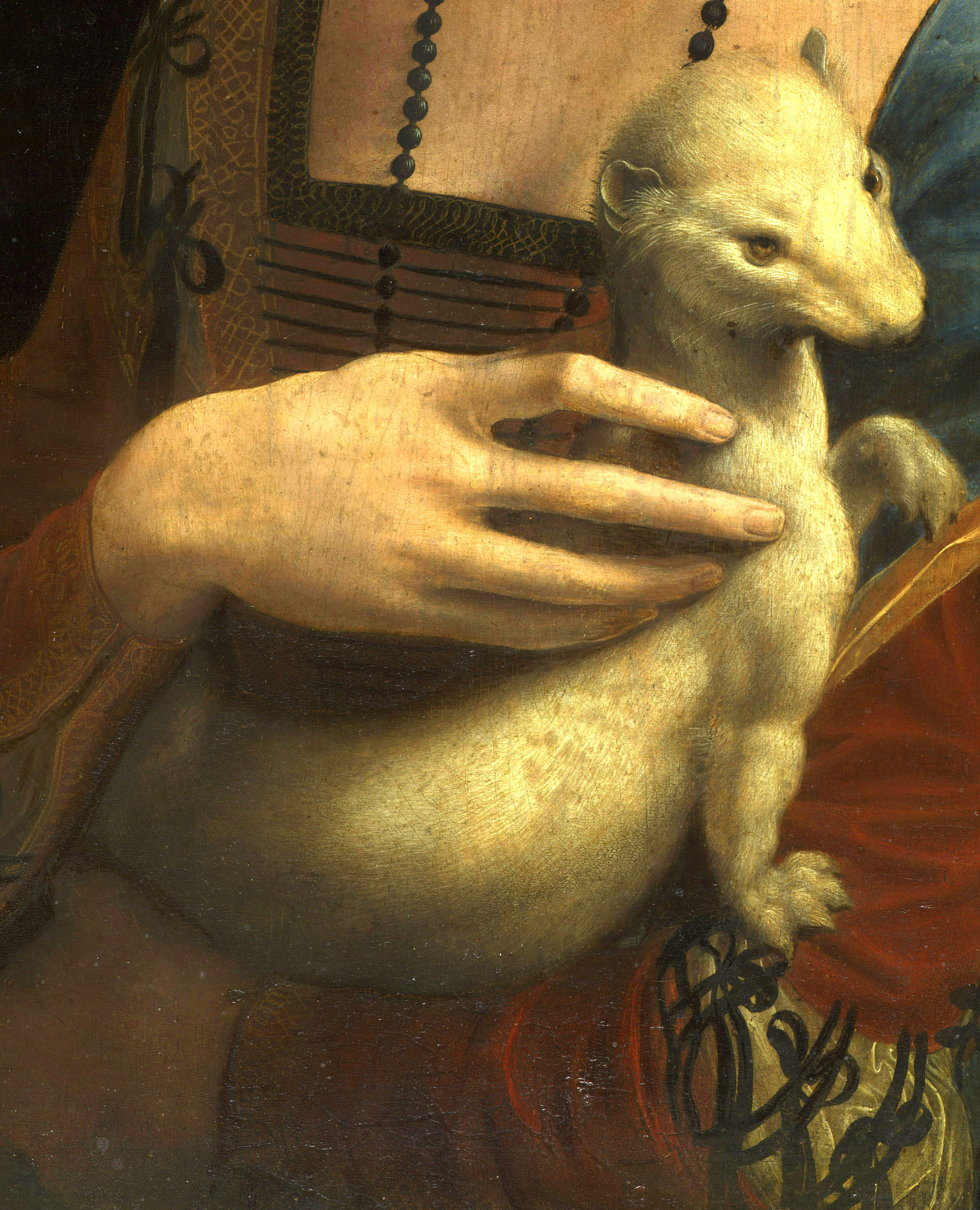
Detal

Cecylia czule tuli do piersi gronostaja. Zwierzę spogląda w prawo, jego wzrok i uszy wskazują, że również czymś się zainteresował. Futerko zwierzęcia jest białe, jednak w wyniku przebarwienia z powodu werniksu wydaje się płowe. Zwierzę to zawiera liczne skojarzenia. Według tradycji gronostaj symbolizuje czystość i niewinność. Zwierzę to stanowi również aluzję do Ludwika Sforzy, który od 1488 roku nosił tytuł Gronostaja (L’Ermellino). Gronostaj ma na obrazie czujne oko a jego przednia łapa jest silnie umięśniona. Zwierzę znajdowało się również w godle Ludwika Sforzy. Grecka nazwa zwierzęcia (galé) nawiązujące do panieńskiego nazwiska Cecylii. Leonardo prawdopodobnie nie znał tego słowa, podpowiedź mógł mu zasugerować grecki uczony i sekretarz Ludwika Sforzy Bartolomeo Calco.

## Technika
Obraz został namalowany na desce orzechowej. Jego wymiary wynoszą 54,8 cm × 40,3 cm. Podczas prac nad obrazem Leonardo mógł namalować gronostaja, patrząc na żywe zwierzę, gdyż pod koniec XV wieku gronostaje były popularnym towarem sprowadzanym do Mediolanu. W następnych latach nieznana osoba zamalowała tło czarną farbą. Zachowały się pojedyncze szczeliny między konturem postaci a czernią, co pozwala dostrzec fragmenty pierwotnego tła. Osoba odpowiedzialna za zamalowanie tła starała się nie naruszyć konturu postaci. Pomimo starań czarna farba zachodzi na ramię Cecylii. Zdjęcia rentgenowskie wykazały, że pierwotne tło mogło być ciemnoszare, po lewej stronie ciemniejsze, a po prawej jaśniejsze. Tło miało wywołać wrażenie przestrzeni wokół Cecylii.
Dama z gronostajem jest często porównywana do innych obrazów Leonarda: La Belle Ferronière i Portretu muzyka.

## Historia
Obraz został zamówiony przez Ludwika Sforzę ok. 1489 roku. Był to pierwszy obraz, który Ludwik zamówił u Leonarda. Obraz został namalowany około 1489–1490 roku. Portret trafił na własność Cecylii Gallerani. W 1492 roku wyszła ona za mąż za hrabiego Ludwika Bergaminiego. 26 kwietnia 1498 roku Izabela d’Este napisała list do Cecylii Gallerani z prośbą o wypożyczenie obrazu. Trzy dni później Cecylia odpowiedziała, że wyśle portret. Cecylia Gallerani pozostała właścicielką obrazu do swojej śmierci w 1536 roku. Po 1536 roku obraz pozostał w Mediolanie. Według relacji Carla Amortettiego, pracownika Biblioteki Ambrozjańskiej, w XVIII wieku obraz pozostawał w Mediolanie, w kolekcji markizów Bonasana. Obraz prawdopodobnie nie był szczególnie znany, gdyż nie zachowały się żadne opisy obrazu ani kopie.
W tajemniczych okolicznościach około 1800 roku obraz kupił książę polski Adam Jerzy Czartoryski. Nie wiadomo, od kogo Czartoryski kupił obraz ani gdzie doszło do transakcji. Polski historyk sztuk Karol Estreicher podaje, że Czartoryski kupił obraz w Wenecji. Portret podarował swojej matce Izabeli. Obraz trafił do Domu Gotyckiego w Puławach. W XIX wieku w górnym lewym rogu obrazu został dodany błędny napis: LA BELE FERONIERE LEONARD D’AWINCI. Izabela Czartoryska zapisała, że obraz prawdopodobnie przedstawia kochankę króla Francji Franciszka I, nazywaną La Belle Ferronnière. W 1842 roku rodzina Czartoryskich przeniosła się do Paryża. Francuskie środowisko kulturalne nie było świadome, że Czartoryscy zabrali obraz ze sobą, o czym świadczy zapis z 1869 roku mówiący, że obraz zaginął. Czartoryscy wrócili do Polski po wojnie francusko-pruskiej. Po powrocie założyli muzeum w Krakowie, gdzie trafił obraz. W 1882 roku obraz po raz pierwszy został wystawiony na widok publiczny.
Dziewiętnastowieczny historyk sztuki John Pope-Hennessy nazwał obraz pierwszym nowoczesnym portretem.
Na początku XX wieku potwierdzono autorstwo Leonarda. Antonina Vallentin w wydanej swojej monografii poświęconej Leonardowi da Vinci z 1938 (polskie wydanie 1951, 1959) podawała, że utożsamianie sportretowanej kobiety z Cecylią Gallerani opiera się na silnej tradycji, odwołującej się nie na dokumentach a na prawdopodobieństwie psychologicznym. Vallentin postawiła również hipotezę, że w Krakowie znajduje się kopia obrazu, namalowana wspólnie przez Leonarda i Amborgia de Predis.

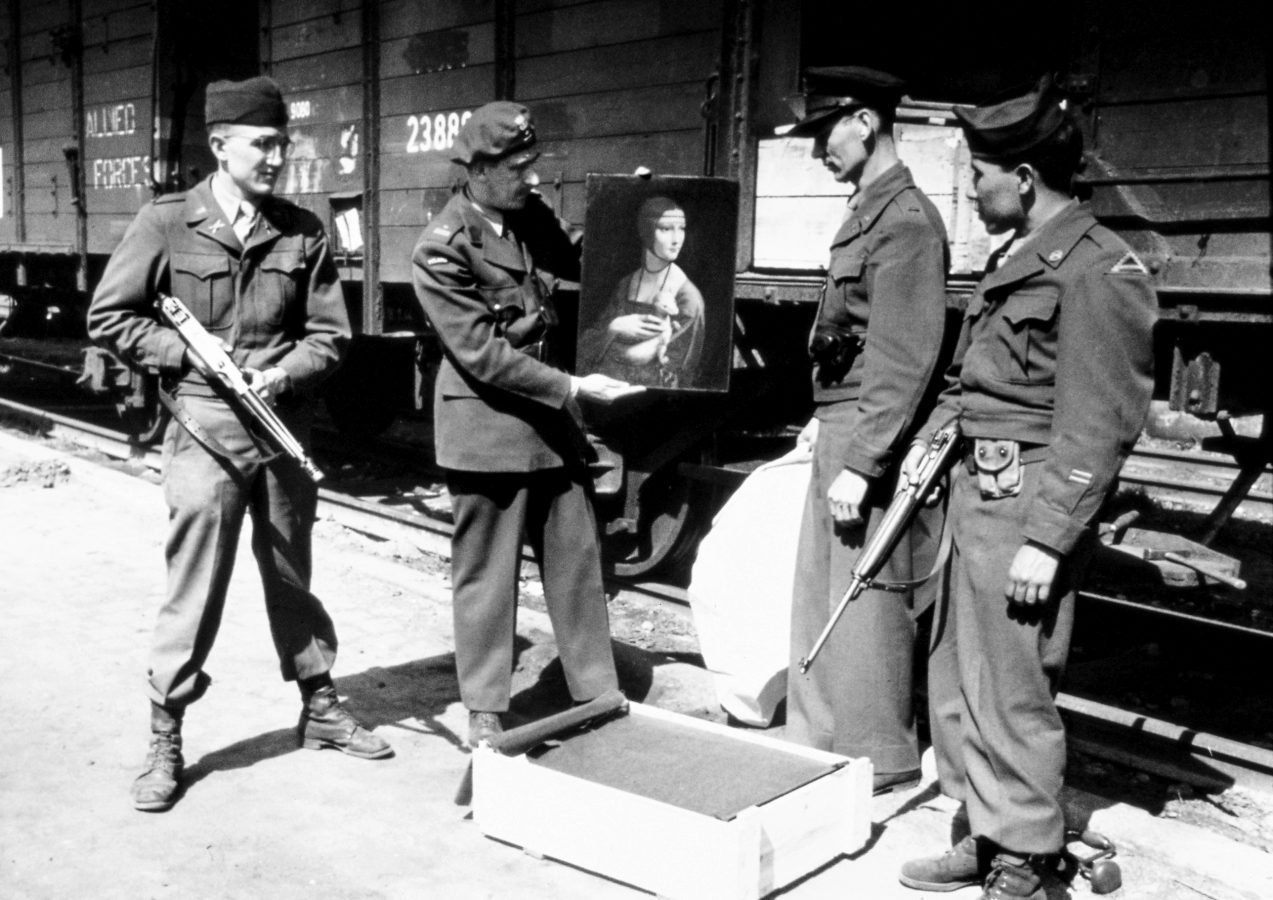
Karol Estreicher (drugi z lewej) i amerykańscy żołnierze prezentujący odzyskany obraz

Po ataku wojsk niemieckich na Polskę we wrześniu 1939 roku w Sieniawie ukryto najcenniejsze dzieła z kolekcji Czartoryskich: Damę z gronostajem, Krajobraz z miłosiernym Samarytaninem Rembrandta i Portret młodzieńca Rafaela Santiego. Kryjówka została odnaleziona przez Niemców. Dama z gronostajem została wywieziona do III Rzeszy, była wystawiana w Kaiser Friedrich Museum w Berlinie. Obraz miał trafić do prywatnego muzeum Adolfa Hitlera w Linzu, finalnie trafiła do prywatnej kolekcji gubernatora Hansa Franka, mieszczącej się w Bawarii. W 1945 roku obraz odnalazła polsko-amerykańska komisja. Portret wrócił do Polski rok później.
W 1952 roku przeprowadzono gruntowną analizę obrazu. W 2001 roku Mirosław Sikorski namalował nową wersję Damy z gronostajem. Na kopii ukazano prawdopodobny wygląd przed zmianą tła. W 2011 podczas podróży po Europie został ubezpieczony na 300 mln euro.
Od 2012 obraz był eksponowany na Wawelu, a od maja 2017 w Gmachu Głównym Muzeum Narodowego w Krakowie. Od 20 grudnia 2019 znajduje się ponownie w Muzeum Książąt Czartoryskich, po wieloletnim remoncie placówki.
W 2014 zainteresowanie mediów wzbudziły roszczenia, jakie Fundacja Książąt Czartoryskich wysunęła wobec organizatorów konkursu graficznego, w którym wykorzystano cyfrową przeróbkę obrazu. Fundacja wyjaśniła, że „korzystanie z reprodukcji obrazu” wymaga zgody Fundacji „bez względu na kwestię istnienia praw autorskich”, co wzbudziło liczne kontrowersje. W odpowiedzi udzielonej autorowi przeróbki Ministerstwo Kultury i Dziedzictwa Narodowego wyjaśniło jednak, że obraz znajduje się w domenie publicznej, a Fundacji przysługuje jedynie prawo własności do obrazu jako przedmiotu, a nie do twórczości utrwalonej na tym obrazie.
29 grudnia 2016 roku Fundacja Książąt Czartoryskich sprzedała (z budzącym wątpliwości prawne transferem środków do fundacji Le Jour Viendra, z siedzibą w Liechtensteinie) Skarbowi Państwa całą kolekcję, w tym Portret damy z gronostajem, oraz nieruchomości w Krakowie za 100 mln euro.

## Nawiązania w kulturze
- Nadworny mediolański poeta Bernardo Bellincioni napisał sonet pt. Portret damy z gronostajem, w którym wychwala Ludwika i Leonarda, za sprawą których Cecylia Galleriani została uwieczniona na obrazie[28].
- Obraz pojawia się w powieści Roberta Harrisa pt. Fatherland z 1992 roku[21].
- 17 września 2004 roku do kin polskich trafiła komedia kryminalna pt. Vinci. Film opowiada o kradzieży Damy z gronostajem przez złodzieja „Cumę”, na zlecenie pasera „Grubego”. Do akcji „Cuma” angażuje „Szerszenia” – byłego wspólnika specjalizującego się w ładunkach wybuchowych, który z czasem porzucił życie przestępcze[29]. Film został dobrze przyjęty przez widzów[30].
- W 2014 roku premierę miał film pt. Obrońcy skarbów, gdzie przedstawiono historię odnalezienia obrazu[21].
- Postać Damy z gronostajem pojawiła się w 2018 roku w jednej z reklam operatora telekomunikacyjnego Orange Polska[31].